# 张岱梨
张岱梨（1954年12月—），女，汉族，山东成武人，中华人民共和国政治人物。武汉市委党校党政管理专业毕业，湖北大学行政管理专业本科学历。

## 生平
1974年加入中国共产党。历任湖北省武汉市妇女联合会主席，武汉市桥口区委书记、区人大常委会主任，武汉市委常委、市总工会主席、宣传部部长，湖北省妇女联合会主席等职。2008年1月当选湖北省人民政府副省长。2010年7月任中共湖北省委常委，2011年12月兼任省委统战部部长。2013年7月当选湖北省总工会主席 。2015年2月当选为湖北省十二届人大常委会副主任。 2015年4月，不再担任中共湖北省委常委、统战部部长。2018年1月，届满卸任湖北省人大常委会副主任职务。 